# L'Homme à détruire
Pour plus de détails, voir Fiche technique et Distribution.
L'Homme à détruire (Čovjek koga treba ubiti) est un film fantastique yougoslave réalisé par Veljko Bulajić et sorti en 1979.
Le film a remporté le grand prix du Festival du film de Sitges en 1980, tandis que Bulajić a reçu le prix de la meilleure réalisation au Festival international du film fantastique et de science-fiction de Paris.

## Synopsis
L'histoire montre comment, après la mort de Pierre III de Russie et le début du règne de Catherine I de Russie, Satan envoie son représentant Farfa sur Terre pour détruire la distinction entre le bien et le mal.

## Fiche technique
- Titre français : L'Homme à détruire[1]
- Titre original : Čovjek koga treba ubiti[2]
- Réalisation : Veljko Bulajić
- Scénario : Bruno Di Geronimo, Veljko Bulajić, Ratko Đurović
- Photographie : Branko Ivatović
- Montage : Zlatko Pušić
- Musique : Jože Privšek
- Décors : Veljko Despotović
- Production : Mladen Koceic
- Société de production : Jadran film, Croatia Film, Filmski studio Titograd
- Pays de production :  Yougoslavie
- Langue originale : serbo-croate
- Format : couleurs par Eastmancolor - Mono - 35 mm
- Genre : Cinéma fantastique
- Durée : 105 minutes
- Date de sortie :
  - Yougoslavie : 29 mars 1979

## Distribution
- Zvonimir Črnko (sh) : Farfa ou Šćepan Mali (hr) / Pierre III de Russie
- Vladimir Popović (sh) : Capitaine Tanovic
- Charles Millot Agent prvog reda
- Ranko Kovačević : Djakon
- Tanja Bošković : Elfa
- Dušica Žegarac : Justina
- Tanasije Uzunović : Vrhovni sotona
- Mate Ergović : Stanko Palikarda
- Zuzana Kocúriková : Zefira
- Danilo Radulović
- Antun Nalis
- Ivica Pajer : Ruski Knez
- Ivo Vukcevic
- Veljko Mandic : Crnogorac